# Miles Bellville
Miles Bellville   (Billesdon, 28 d'abril de 1909 - Bromyard, 27 d'octubre de 1980) va ser un regatista anglès, vencedor d'una medalla olímpica.
Va estudiar al Jesus College de Cambridge. El 1934 va formar part de la tripulació de l'Endeavour que va prendre part en el desafiament de la Copa Amèrica de vela.
El 1936 va prendre part en els Jocs Olímpics d'Estiu de Berlín, on va guanyar la medalla d'or en la classe de 6 metres del programa de vela. A bord del Lalage, formà tripulació junt a Christopher Boardman, Russell Harmer, Charles Leaf i Leonard Martin.
Durant la Segona Guerra Mundial va rebre la Creu Militar el 1942 per la seva participació a la base militar francesa de Diego Suares de Madagascar.